# Scorched 3D

Scorched 3D je tahová počítačová hra s tanky (některé však vypadají jako Kenny ze South Parku, Bender z Futuramy nebo jako linuxový tučňák Tux) které jsou na začátku každé hry rozmístěny po vygenerované krajině a poté po sobě střílejí různými nekonvenčními zbraněmi. Hráč musí nastavit úhel, směr a sílu výstřelu, musí také brát do úvahy sílu větru. Je předělávkou původní DOSové hry Scorched Earth. Oproti svému předchůdci je však zcela zdarma včetně zdrojových kódů, je multiplatformní (Microsoft Windows, Linuxu a Mac OS X, starší verze i FreeBSD a Solaris), značně se vylepšila grafika, která je nyní plně 3D a používá OpenGL. Přibyl také multiplayer po internetu. Hra měla původně sloužit jen jako generátor trojrozměrných terénů.